# Brycea
Brycea is een geslacht van vlinders van de familie spinneruilen (Erebidae), uit de onderfamilie Arctiinae.

## Soorten
- B. disjuncta Walker, 1854
- B. itatiayae Zerny, 1924
- B. triplaga Hampson, 1905